# Ризер, Элизабет
Эли́забет Ри́зер (англ. Elizabeth Reaser, род. 2 июля 1975) — американская актриса, наиболее известная по роли Эсми Каллен в фильме «Сумерки».

## Биография
Элизабет Энн Ризер родилась 2 июля 1975 года в городе Блумфилд (штат Мичиган, США) и была средней из троих сестёр. Её мать (домохозяйка) и отец (адвокат, ставший владельцем ресторана, а затем учителем) развелись. Во время учёбы в средней школе она успела поработать в нескольких местах, в том числе занималась тем, что подавала клюшки и мячи в местном гольф-клубе.
Элизабет поступила в колледж при Университете Окланда в Рочестер Хиллс, но после года учёбы решила оставить Средний Запад и отправилась осваивать новые для себя горизонты. Получив разрешение своих родителей, Лиз подала документы в Джуллиардскую драматическую школу, в которую с легкостью поступила. После окончания в 1999 году Джуллиардской школы она получила степень бакалавра искусств.
В самом начале актёрской карьеры ей пришлось нелегко, но чуть позже её пригласили на одну из ролей в дневном драматическом сериале «Направляющий свет». С этого момента Элизабет стала настоящей актрисой кино, телевидения и театра, получая большое количество ролей как второстепенного, так и первого плана.
В октябре 2004 года журнал «Interview» отметил её в числе других четырнадцати недавно появившихся талантов среди женщин в сфере искусства.
В 2007 году стала номинанткой премии «Независимый дух» в категории «Лучшая актриса» за роль в драме «Рождённые ветром». За роль Эвы в одном из эпизодов телесериала «Анатомия страсти» актриса была номинирована на премию «Эмми», а также поделила с остальными актёрами номинацию на премию Гильдии киноактёров США за лучший актёрский состав в драматическом сериале.

## Фильмография
| Год       |   | Русское название                        | Оригинальное название                     | Роль                            |
| --------- | - | --------------------------------------- | ----------------------------------------- | ------------------------------- |
| 1998      | с |                                         | Sports Theater with Shaquille O`Neal      | Молли                           |
| 2000      | с | Клан Сопрано                            | The Sopranos                              | Стейси                          |
| 2001      | ф | Фанатик                                 | The Believer                              | Мириам                          |
| 2001      | ф | 13 разговоров об одном                  | Thirteen Conversations About One Thing    | молодая женщина в классе        |
| 2002—2006 | с | Закон и порядок: Преступное намерение   | Law & Order: Criminal Intent              | Джиллиан Слейтер/Серена Уитфилд |
| 2002      | ф | Черная метка                            | Emmett’s Mark                             | Alison Holmes                   |
| 2004      | с | Таксист                                 | Hack                                      | Элен Джонс                      |
| 2004      | ф | Потеря сознания                         | Mind the Gap                              | Мелисса Зубач                   |
| 2004      | с | Суд присяжных                           | The Jury                                  | Рэйчел Бирнс                    |
| 2005      | ф | Останься                                | Stay                                      | Афина                           |
| 2005      | ф | Рождённые ветром                        | Sweet Land                                | молодая Инга                    |
| 2005      | ф | Привет семье!                           | The Family Stone                          | Сюзан Стоун Тросдейл            |
| 2006      | ф | Свадебный уикенд                        | Shut Up and Sing                          | Джули                           |
| 2006      | с | Спасение                                | Saved                                     | Элис Олден                      |
| 2006      | ф | Пуччини для начинающих                  | Puccini for Beginners                     | Аллегра                         |
| 2006      | с | Переговорщики                           | Standoff                                  | Аня Рид                         |
| 2007      | ф | Фиолетовые фиалки                       | Purple Violets                            | Бернадетт                       |
| 2007—2008 | с | Анатомия страсти                        | Grey's Anatomy                            | Ребекка Поуп/Эва/Джейн До       |
| 2008      | с |                                         | Wainy Days                                | Энни                            |
| 2008      | ф | Сумерки                                 | Twilight                                  | Эсми Каллен                     |
| 2008—2009 | с | Все мои бывшие                          | The Ex List                               | Белла Блум                      |
| 2009      | ф | Последний шанс                          | Against the Current                       | Лиз Кларк                       |
| 2009      | ф | Сумерки. Сага. Новолуние                | The Twilight Saga: New Moon               | Эсми Каллен                     |
| 2010      | ф | Сумерки. Сага. Затмение                 | The Twilight Saga's Eclipse               | Эсми Каллен                     |
| 2010—2012 | с | Хорошая жена                            | The Good Wife                             | Тэмми Линната                   |
| 2011      | ф | Домашняя работа                         | The Art of Getting By                     | Шарлотта Хоув                   |
| 2011      | ф | Сумерки. Сага: Рассвет — Часть 1        | The Twilight Saga: Breaking Dawn — Part 1 | Эсми Каллен                     |
| 2011      | ф | Бедная богатая девочка                  | Young Adult                               | Бет Слэйд                       |
| 2012      | ф | Гуманитарные науки                      | Liberal Arts                              | Анна                            |
| 2012      | ф | Сумерки. Сага: Рассвет — Часть 2        | The Twilight Saga: Breaking Dawn — Part 2 | Эсми Каллен                     |
| 2013      | с | Бонни и Клайд                           | Bonnie and Clyde                          | Пи Джей Лейн                    |
| 2014      | с | Настоящий детектив                      | True Detective                            | Лори Спенсер                    |
| 2015      | ф | Один и два                              | One and Two                               | Элизабет                        |
| 2015      | ф | Здравствуйте, меня зовут Дорис          | Hello, My Name Is Doris                   | терапевт                        |
| 2015      | с | Безумцы                                 | Mad Men                                   | Диана Баур                      |
| 2016      | ф | Уиджи. Проклятие доски дьявола          | Ouija: Origin of Evil                     | Элис Зандер                     |
| 2017      | с | Закон и порядок: Настоящее преступление | Law & Order True Crime                    | Пэм Бозанич                     |
| 2018      | с | Призраки дома на холме                  | The Haunting of Hill House                | Ширли Крэйн                     |
| 2023      | ф | Тёмная жатва                            | Dark Harvest                              | Донна Шепард                    |